# William Mitchinson Hicks
William Mitchinson Hicks, FRS (Launceston, 23 de septiembre de 1850 - Crowhurst, 17 de agosto de 1934) fue un matemático y físico británico. Estudió en St. John's College, Cambridge, graduándose en 1873 y convirtiéndose en socio en la Universidad.
Hicks pasó la mayoría de su carrera en Sheffield, contribuyendo al desarrollo universitario allí. De 1883 a 1892 fue profesor de Física y Matemática en Sheffield y de 1892 a 1917 fue profesor de Física en el mismo sitio. Además, fue rector de la universidad Firth de 1892 a 1897. En 1897, Firth se fusionó con dos otras universidades para formar la Universidad de Sheffield con Hicks como su primer rector hasta 1905, cuándo la universidad recibió su Carta Real y se convirtió en la actual Universidad de Sheffield. Hicks fue el primer vicecanciller de la universidad, sirviendo desde 1905. El edificio Hicks de la Universidad de Sheffield, alberga actualmente los departamentos de Física y Astronomía, Química y Taller de Física (antiguamente llamados Talleres Mecánicos Centrales) y la Escuela de Matemáticas y Estadística.
Fue elegido miembro de la Sociedad Real en 1885 ganando su Medalla Real en 1912 "en base a sus investigaciones en física matemática." En 1921, Hicks ganó el premio Adams por un ensayo sobre el espectro electromagnético. También se le recuerda por la ecuación de Hicks sobre flujo axisimétrico.